# 施泰因巴赫河 (卡爾河支流)
50°5′6.94″N 9°8′56.27″E / 50.0852611°N 9.1489639°E

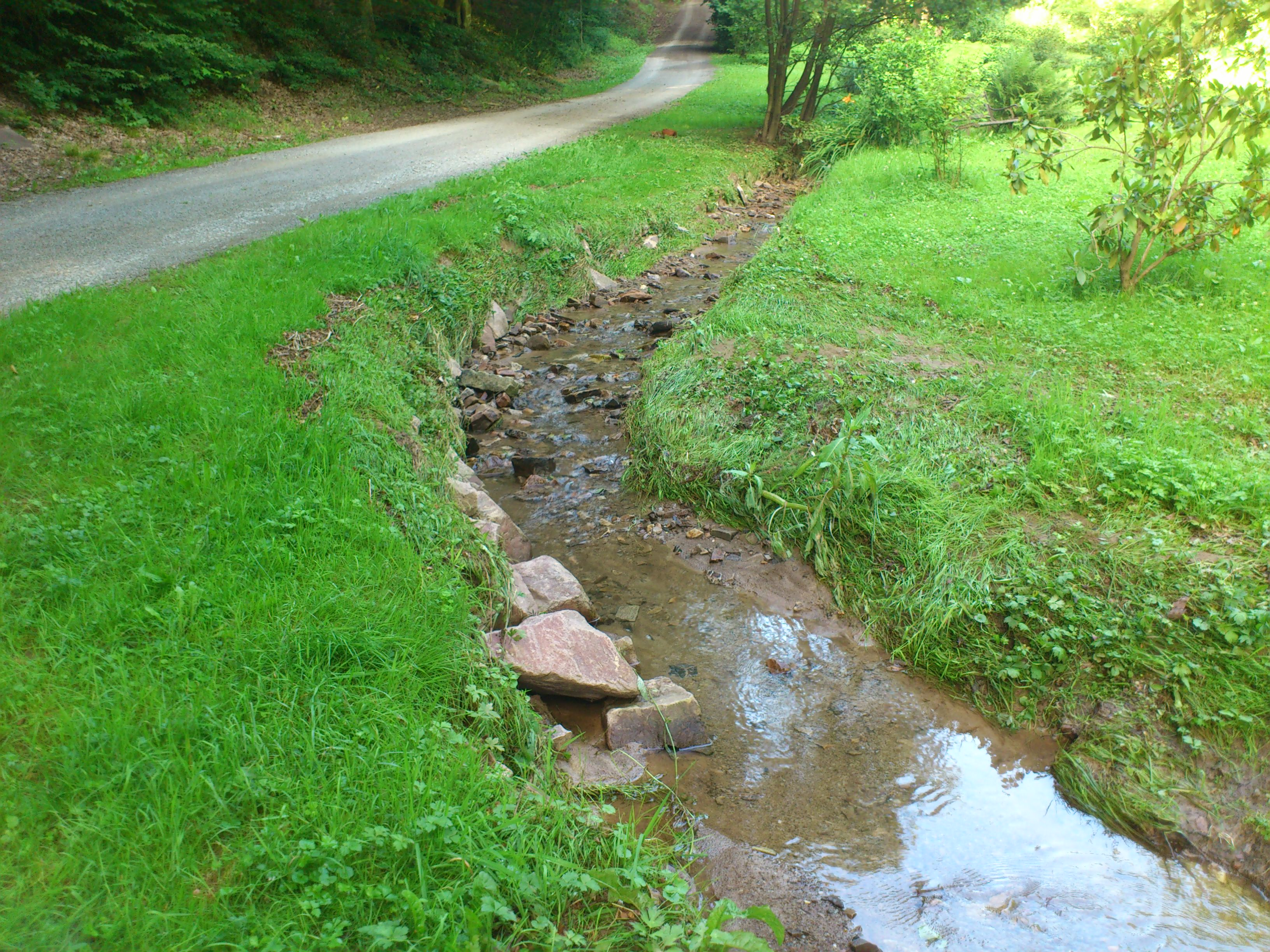

施泰因巴赫河（德語：Steinbach），是德國的河流，位於該國東南部，由巴伐利亞負責管轄，屬於卡爾河的左支流，河道全長3公里，流域面積2.6平方公里。